# Bulwar Jana Szymańskiego w Kołobrzegu
Bulwar Jana Szymańskiego w Kołobrzegu – nadmorska promenada w Kołobrzegu.

## Historia
Bulwar został zbudowany w 1994 w miejscu wcześniejszego, który uległ zniszczeniu na skutek sztormu. Położony jest między kołobrzeskim molo, a latarnią morską. W jego sąsiedztwie znajduje się fragment parku im. Stefana Żeromskiego, który oddziela Dzielnicę Portową od Dzielnicy Uzdrowiskowej.
Przy deptaku znajduje się odsłonięty w 1963 Pomnik Zaślubin Polski z morzem. Bliżej latarni morskiej natomiast wybudowane pod koniec lat 90. XX wieku pawilony, w których znajdują się lokale gastronomiczne.
Na wysokości ulicy Mickiewicza i sanatorium Bałtyk znajduje się żelbetowe molo długości 220 metrów i szerokości 9 metrów.

## Patron
Patronem bulwaru jest Jan Szymański, pierwszy dyrektor i współtwórca Polskiej Żeglugi Bałtyckiej.

## Galeria

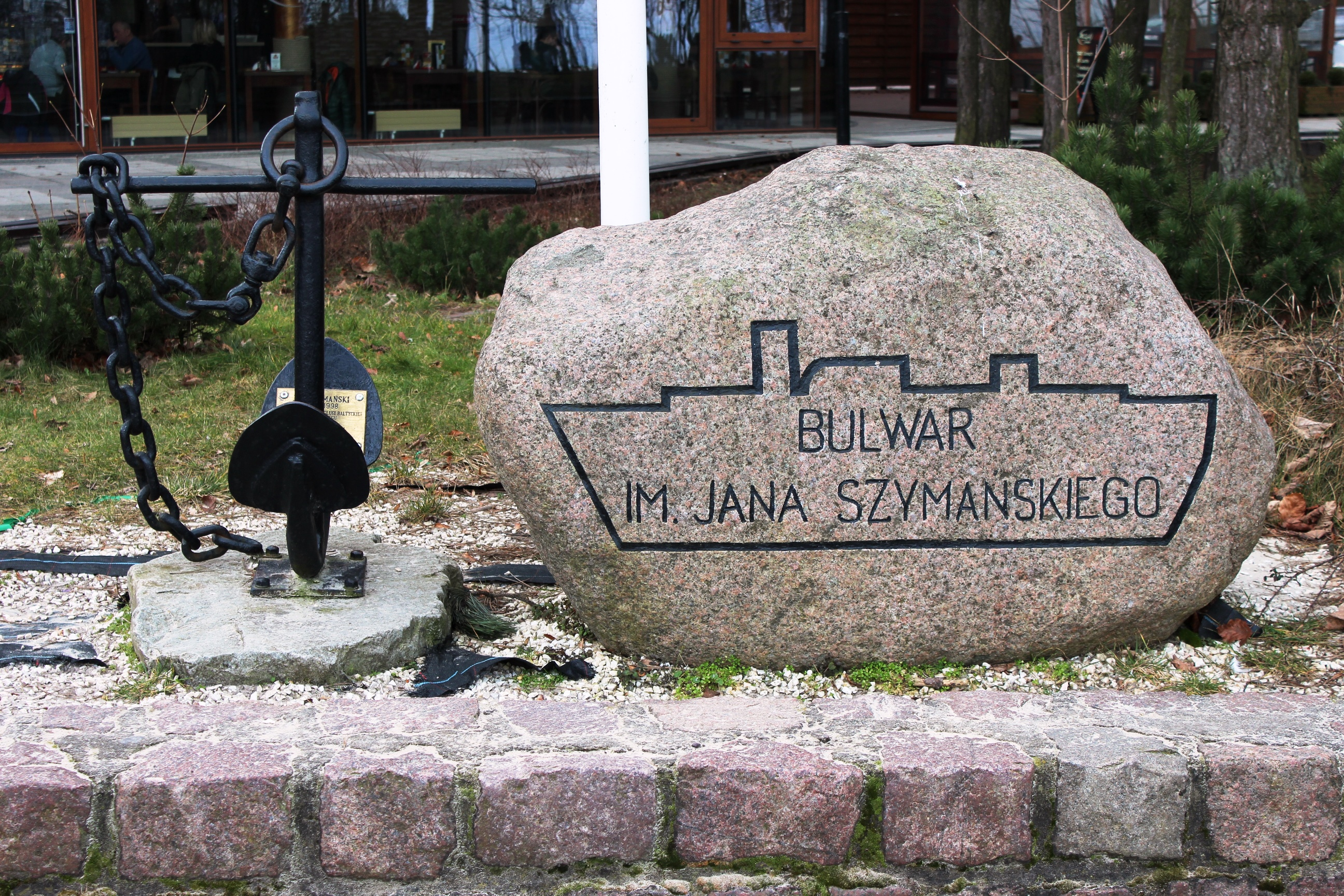
Kotwica i głaz z nazwą bulwaru
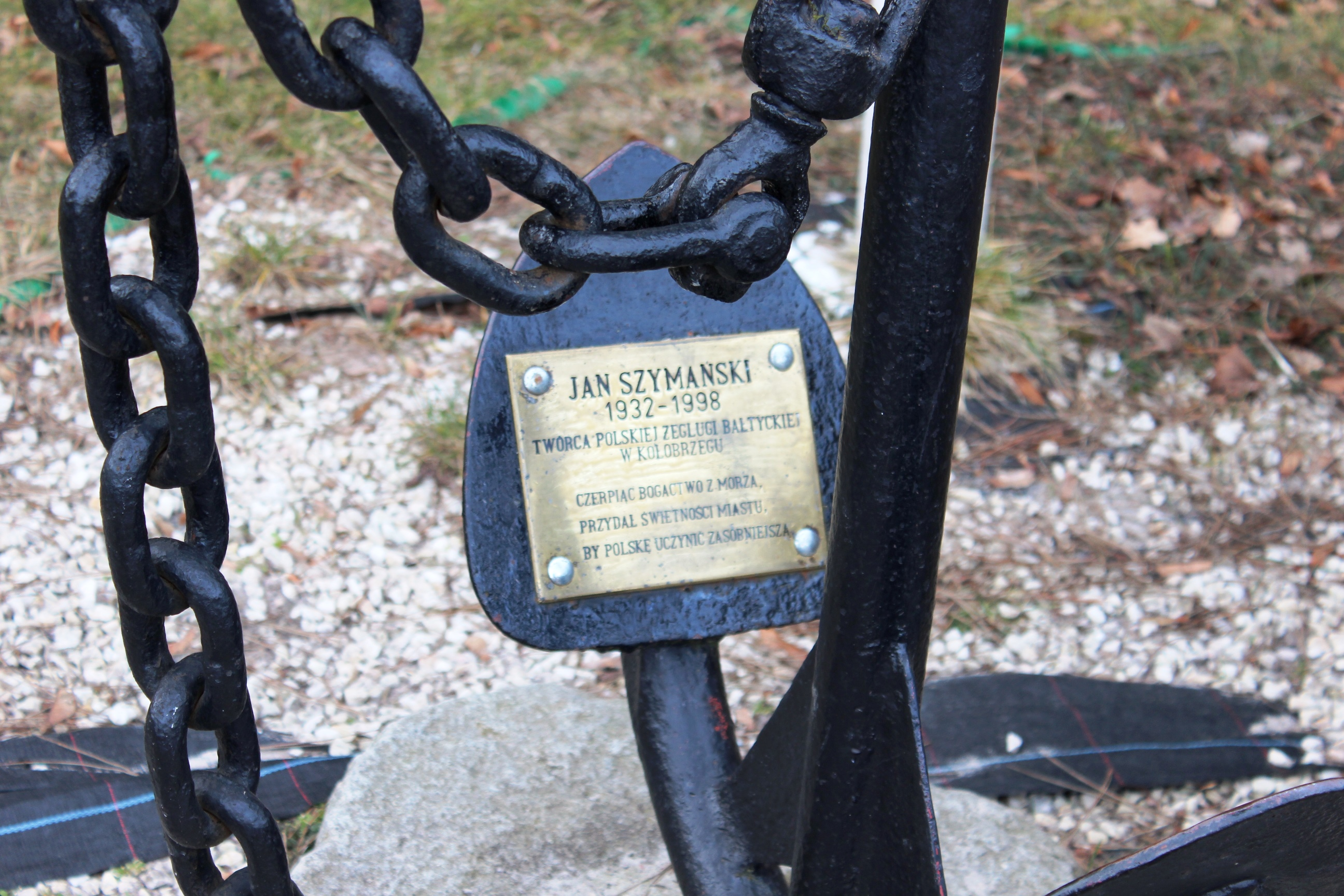
Inskrypcja poświęcona Janowi Szymańskiemu
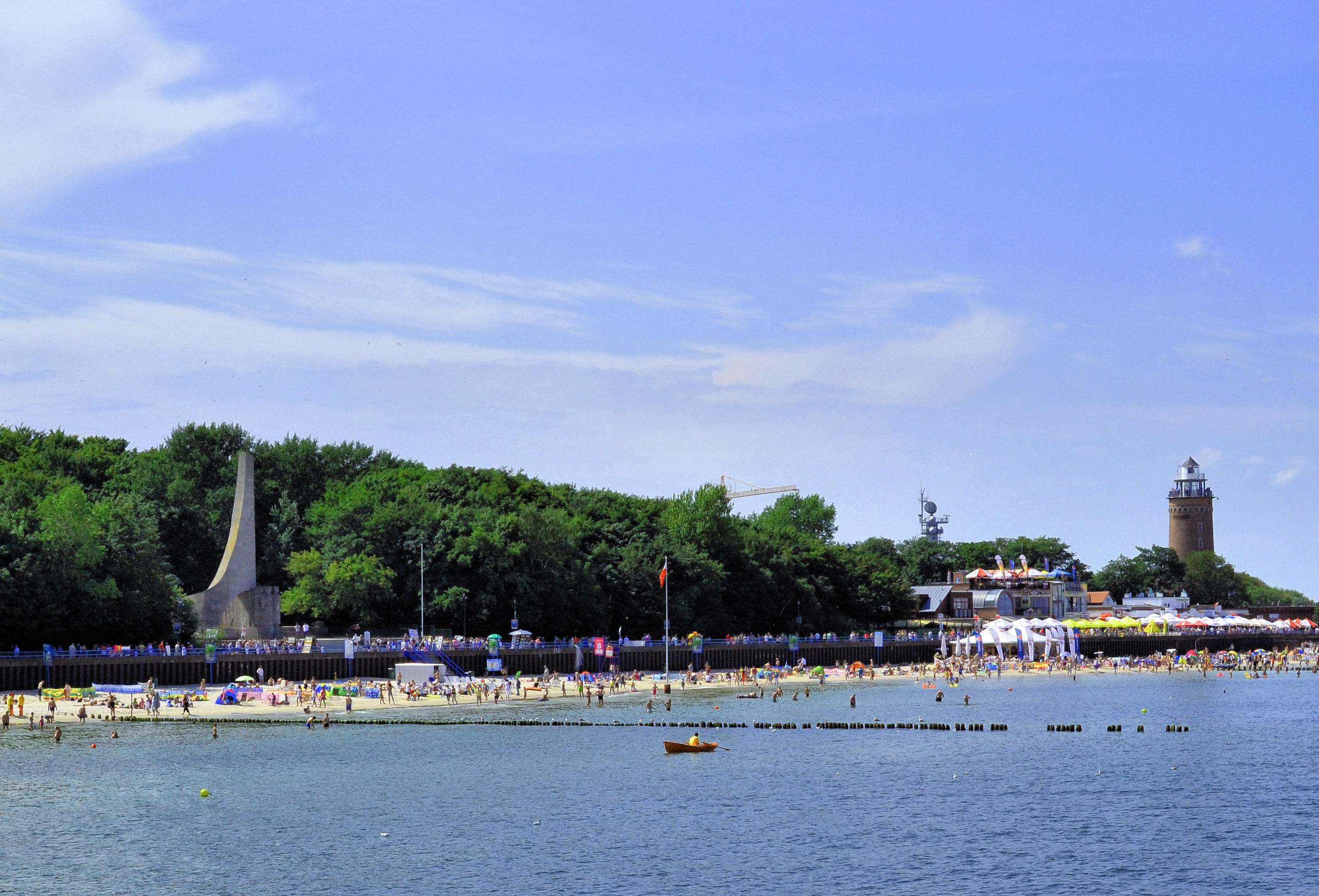
Bulwar od strony morza
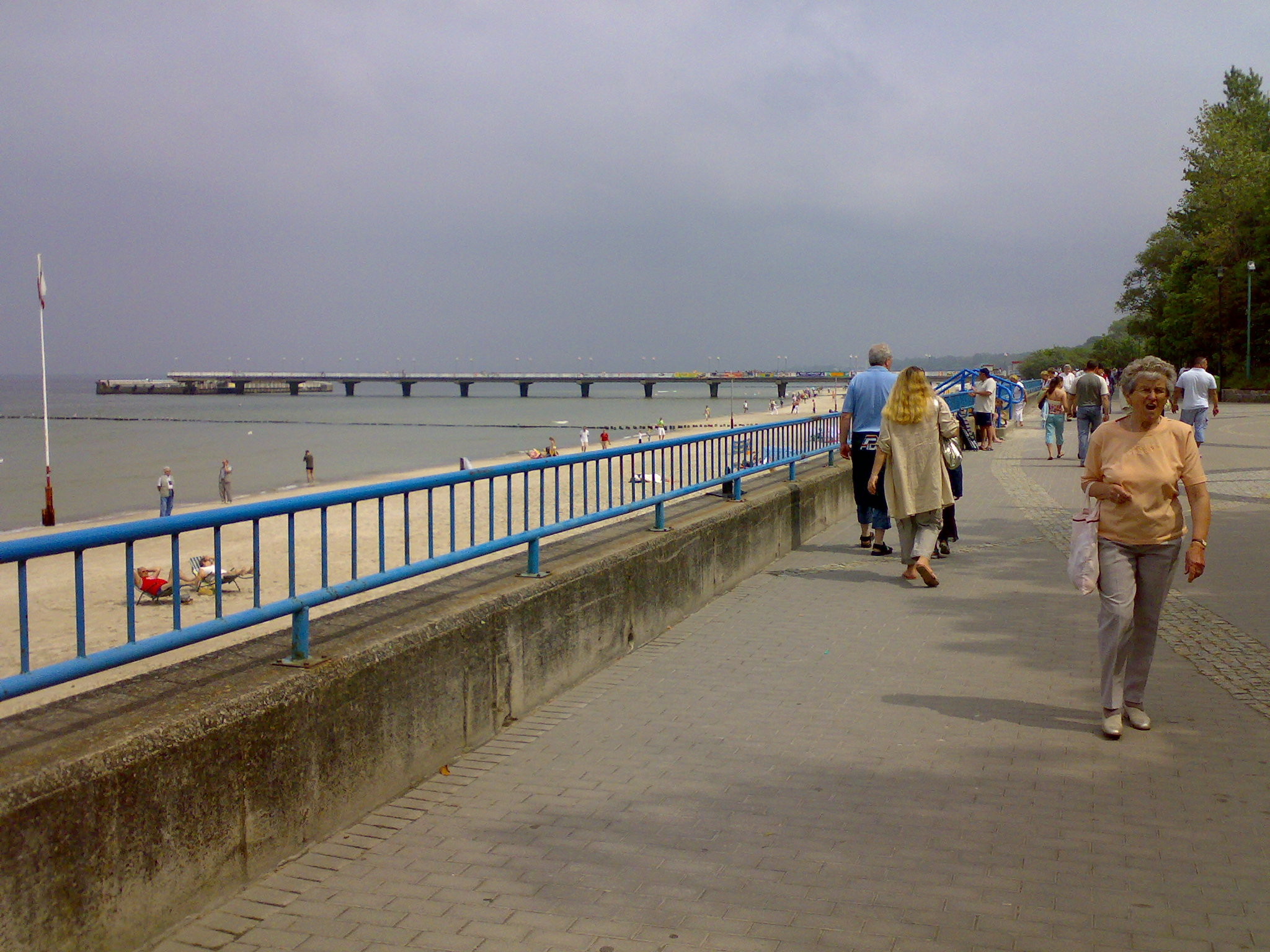
Widok na bulwar i molo
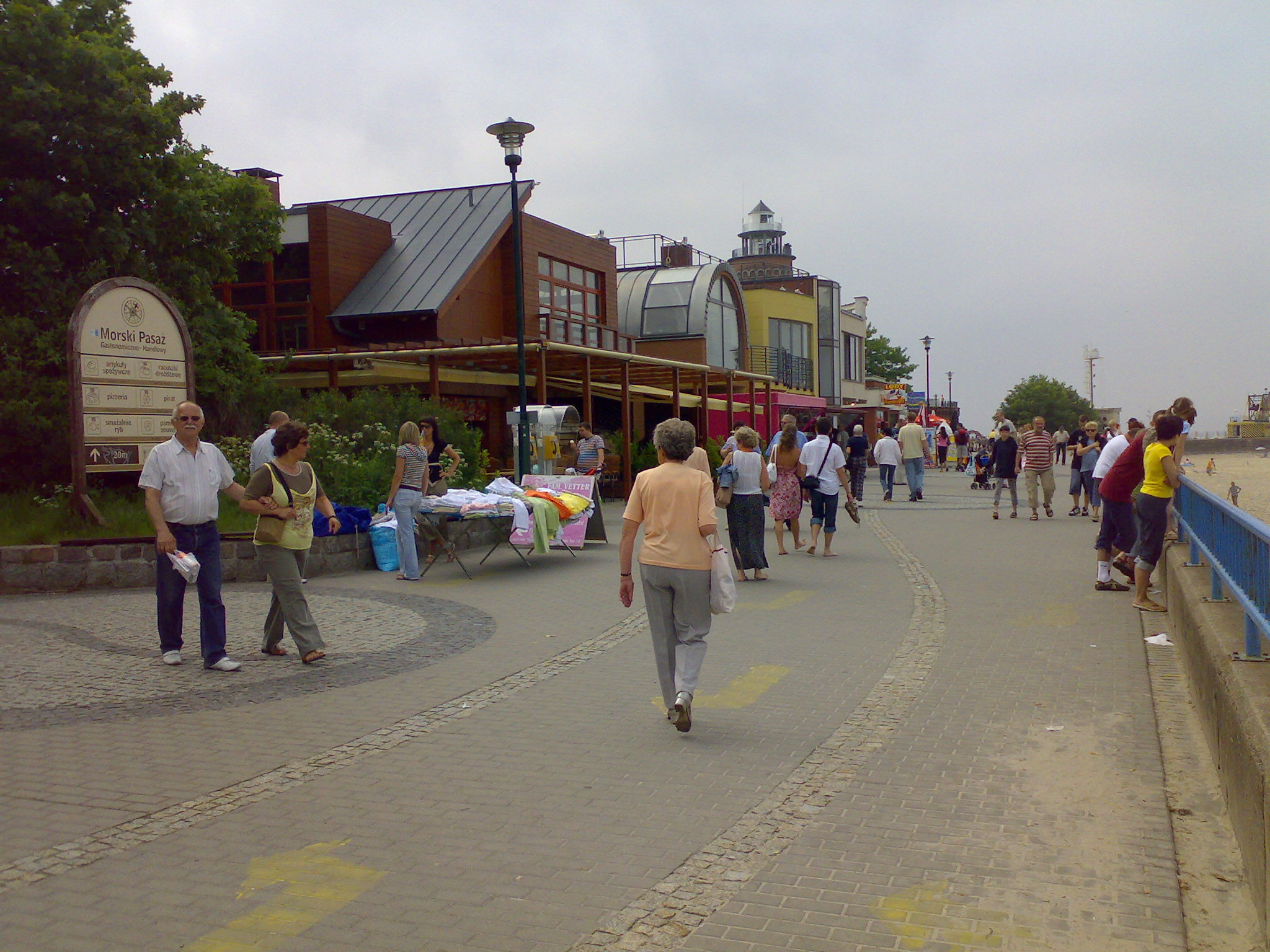
Obiekty handlowe przy bulwarze
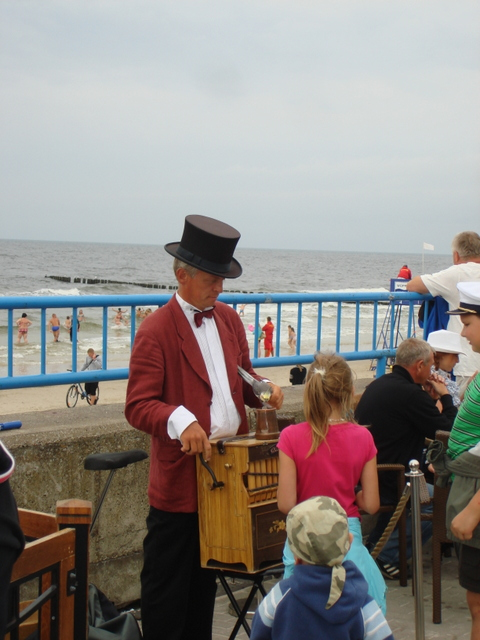
Kataryniarz na nadmorskim kołobrzeskim deptaku
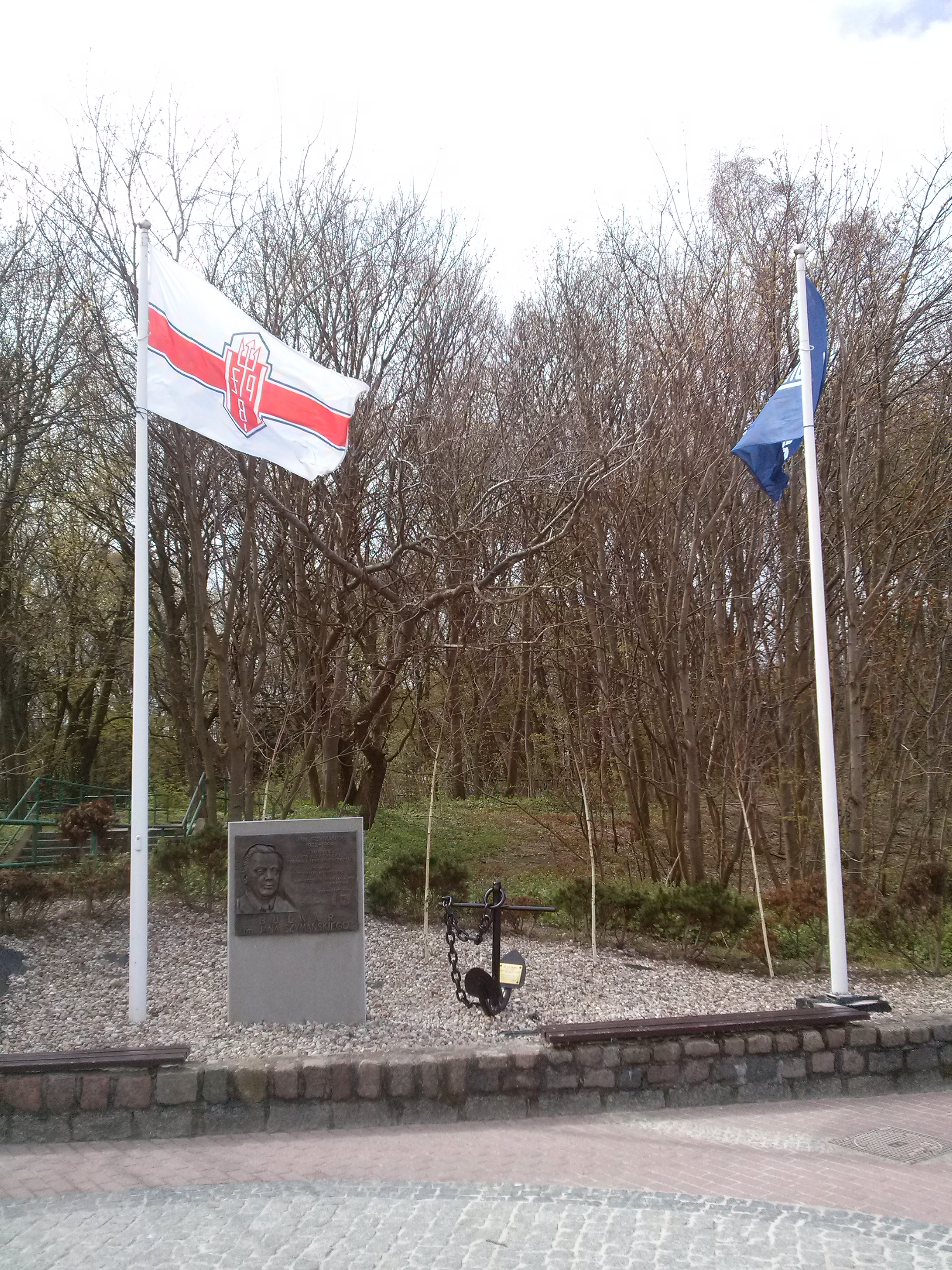
Pomnik pamięci Jana Szymańskiego